# The Bravest
The Bravest (chino: 烈火英雄, pinyin: Lie Huo Ying Xiong), es una película china estrenada el 1 de agosto de 2019.
La película está basada en hechos reales sobre la épica batalla de un grupo de bomberos que están dispuestos a dar su vida por su país para detener un incendio causado por una ruptura y posterior explosión de dos oleoductos de petróleo crudo que se dirigen a un depósito de almacenamiento de petróleo de la Corporación Nacional de Petróleo de China en el puerto de Xingang, Dalian en la provincia de Liaoning, en China.

## Sinopsis
La película sigue la historia real del "Dalian 7·16 Fire", la cual cuenta el incendio ocurrido después de una explosión en el área costera de tanques de petróleo debido a un error de cálculo y la lucha dedicada de un honrado capitán de bomberos y de los miembros de su equipo, quienes están dispuestos a arriesgar sus vidas para proteger a su país y la seguridad de las personas.

## Personajes

### Personajes principales
| Actor          | Personaje   | Notas |
| -------------- | ----------- | --- |
| Huang Xiaoming | Jiang Liwei | Es un bombero y líder del departamento de Dongshan y el antiguo capitán del Escuadrón Especial de la unidad de élite Brigada Uno de los bomberos. Luego de la explosión es el encargado junto a su equipo de cerrar la válvulas manualmente. Muere quemado luego de ser expulsado por una explosión después de lograr cerrar la última válvula del Tanque A01.                                          |
| Du Jiang       | Ma Weiguo   | Es un miembro del Escuadrón Especial de la Brigada Uno de los bomberos. En el 2017 luego del incidente donde muere Su Yan, Liwei es descendido y Weiguo ocupa su lugar como el capitán de la unidad, a pesar de esto respeta a Liwei. Su padre no cree en él y considera que sólo le dieron el puesto ya que Liwei se fue, por lo que Weiguo le demuestra sy capacidad y finalmente se gana su respeto. |
| Yang Zi        | Wang Lu     | Es una inspectora de incendios y la prometida de Xu Xiaobin. Es la encargada de medir la intensidad y presión del fuego. Cuando escucha que Xiaobin ha muerto queda destrozada. |
| Oho Ou         | Xu Xiaobin  | Es el líder y capitán del escuadrón Fenglin de bomberos y el prometido de Wang Lu. Muere ahogado luego de que su pie quedara atascado en un red, mientras intenta liberar el suministro de agua de la basura, para que las bombas de los bomberos siguieran funcionando, lo que deja destrozada a Wang Lu.                                                                                              |
| Tan Zhuo       | Li Fang     | Es la esposa de Jiang Liwei. |

### Personajes secundarios
| Actor                 | Personaje       | Notas |
| --------------------- | --------------- | --- |
| Gu Jiacheng           | Zhou Hao        | Es un joven bombero del departamento de Dongshan bajo el mando de Jiang Liwei. Aunque al inicio no está de acuerdo con sus decisiones y lo acusa de no arriesgarse, pronto se da cuenta de su error y logra ganarse su respeto. Hao acompaña a Liwei a cerrar las válvulas faltantes manualmente del Tanque A01, pero cuando Liwei ve que Hao está a punto de colapsar lo pone a salvo.            |
| Zhang Zhehan          | Zheng Zhi       | Es un bombero y miembro del Escuadrón Especial de la Brigada Uno, que está a punto de retirarse. Cuando ocurre el desastre, Zhi se arriesga y logra salvarle la vida a Ma Weiguo y a otros bomberos quienes habían quedado atrapados en el fuego, sin embargo antes de poder salir queda atrapado bajo un tubo y muere quemado, no sin antes pedirle a Weiguo que le entregue a su madre su casco. |
| Gao Ge (高戈)         | Weng Weng       | Es un bombero y miembro del escuadrón Fenglin, que apoya a Xu Xiaobin para liberar el suministro de agua de la basura. |
| Yin Xiaotian (印小天) | Wei Lei         | Es un técnico que por miedo a morir se niega a entrar en la zona del incendio para cerrar las válvulas, hasta que Jiang Liwei lo obliga, sin embargo sólo logran cerrar las ubicadas en el ala B antes de que se de una gran explosión. |
| Xu Wenguang           | Li Hong'en      | Es el gerente general del puerto donde se encuentran los de tanques de petróleo. |
| -                     | Yilun           | Es un bombero y miembro del Escuadrón Especial de la Brigada Uno. |
| -                     | Zheng Long      | Es un bombero y miembro del Escuadrón Especial de la Brigada Uno. |
| -                     | Secretario Fang | |

### Apariciones especiales
| Actor                | Personaje    | Notas |
| -------------------- | ------------ | --- |
| Hou Yong (侯勇)      | Wu Chenguang | Es el comandante y el encargado del centro de mando que coordina a todos los departamentos de bomberos.                                 |
| Liu Jinshan (刘金山) | -            | Es quien encuentra a Jiang Miao cuando se separa de su mamá y lo cuida, hasta llevarlo al hospital donde lo atienden.                   |
| Ding Jiali (丁嘉丽 ) | -            | Es la esposa del señor que encuentra a Jiang Miao cuando se separa de su mamá y lo cuida, hasta llevarlo al hospital donde lo atienden. |

### Otros personajes
| Actor               | Personaje   | Notas |
| ------------------- | ----------- | --- |
| Lv Yuncong (吕云骢) | Jiang Miao  | Es el hijo de Jiang Liwei y Li Fang, tiene asma. |
| Du Zhiguo (杜志国)  | -           | Es el padre de Ma Weiguo, aunque al inicio no cree en las capacidades de su hija, finalmente este logra ganarse su respeto. |
| Wang Zhifei         | Jiang Dajun | Es el padre de Jiang Liwei. |
| Wang Xiao (王骁)    | Wang Xiao   | |
| Zheng Long (郑龙)   | -           | |
| Li Peien (李沛恩)   | Sun Yan     | Es un bombero novato del Escuadrón Uno, que muere luego de quedar atrapado durante la explosión de un edificio durante un incendio ocasionado en un restaurante en el 2017. Suceso por el cual Jiang Liwei es descendido de su cargo. |
| Li Zilin (李梓琳)   | Cai Cai     | Es una pequeña que el capitán Jiang Liwe junto a otro bombero salvan, luego de quedar atrapada en su edificio durante un incendio ocasionado en un restaurante en el 2017.                                                            |

## Música
El OST de la película está conformado por 3 canciones: 
| N.º | Intérpretes                                             | Canción            | Compositor             | Escritor                          | Notas |
| --- | ------------------------------------------------------- | ------------------ | ---------------------- | --------------------------------- | ----- |
| 1   | Huang Xiaoming, Du Jiang, Yang Zi, Gu Jiacheng y Gao Ge | "影院消防安全指南" | 翟剑                   | 黄晓明, 杜江, 杨紫, 谷嘉诚 y 高戈 |       |
| 2   | Lei Jia                                                 | "逆行者"           | 张文汇                 | 张文汇                            |       |
| 3   | Huang Xiaoming                                          | "别哭，我最爱的人" | Zheng Zhi-hua (郑智化) | Zheng Zhi-hua                     |       |

## Premios y nominaciones
| Año  | Categoría                             | Premio                                    | Nominada (o)   | Resultado |
| ---- | ------------------------------------- | ----------------------------------------- | -------------- | --------- |
| 2020 | Best Actor                            | 33rd Golden Rooster Award                 | Huang Xiaoming | Ganó      |
| 2020 | Best Supporting Actor                 | 33rd Golden Rooster Award                 | Yin Xiaotian   | Ganó      |
| 2020 | Best Actor                            | 35th Hundred Flowers Award                | Huang Xiaoming | Ganó      |
| 2020 | Best Supporting Actress               | 35th Hundred Flowers Award                | Yang Zi        | Nominada  |
| 2020 | Best Supporting Actor                 | 35th Hundred Flowers Award                | Yin Xiaotian   | Nominado  |
| 2020 | Best Visual Effects                   | 39th Hong Kong Film Award                 | Victor Wong    | Nominado  |
| 2019 | Most Popular Supporting Actress       | 16th Guangzhou Student Film Festival      | Yang Zi        | Ganó      |
| 2019 | Favorite Actor                        | 16th Guangzhou Student Film Festival      | Huang Xiaoming | Nominado  |
| 2019 | Best Supporting Actress               | 11th Macau International Movie Festival   | Yang Zi        | Nominada  |
| 2019 | Best Supporting Actor                 | 11th Macau International Movie Festival   | Du Jiang       | Nominado  |
| 2019 | Best Picture                          | 11th Macau International Movie Festival   | The Bravest    | Nominado  |
| 2019 | Outstanding Film - Golden Angel Award | Chinese American Film Festival (C.A.F.F.) | The Bravest    | Ganó      |

## Producción
También es conocida como "惊天大爆炸" o "Fire Hero".
La película es la primera en la historia del cine chino en presentar a un grupo de bomberos como el centro de la trama.
Fue dirigida por Tony Chan (陈国辉), quien contó con el apoyo de los escritores Yu Yonggan (于勇敢) y Tony Chan, con los productores Andrew Lau Wai-Keung (刘伟强), Peggy Lee Kam-Man (李锦文) y Jiang Defu (蒋德富), el coproductor Zhou Zhan, los productores ejecutivos Yu Dong (于冬), Fan Luyuan (樊路远) y Fu Ruoqing (傅若清), Xu Zhiyong (许志湧), Tu Yanping y Carrie Wong,, así como con los coproductores ejecutivos John Zeng, Li Haifeng, Bu Yu y Jeffrey Chan, los productores administrativos Nicolas Qi, Cheung Siu Kin, Jerry, Peng Mingyu, Wei Jiang, Yu Hao, Yin Yongchen y Cui Wei, el supervisor de producción Yu Dong, el productor asociado Steven Hui y el productor de línea Man Cheuk Kau.
La dirección de fotografía estuvo a cargo de Kokei Leung, la diseñador de producción fue Shiyun Liu (刘世运), la dirección del arte estuvo en manos de Mao Jian (毛建), la edición fue realizada por Wenders Li (李栋全) y Barfuss Hui Man Kit (许文杰), y los efectos visuales fueron hechos por Victor Wong (黄宏达).
La música fue interpretada por Peter Kam (金培达) y la dirección del sonido estuvo en manos de Phyllis Cheng (郑颖园).
La película también contó con el apoyo del director de acción Lee Tat Chiu (李达超), así como de los consultores Li Jin, Tan Linfeng, Jing Shuiqing, Li Zhuo y Peng Song, y con numerosos bomberos.
En julio del 2019 se lanzó el primer tráiler de la película, el cual fue distribuido por Columbia Pictures Corporation Ltd.
La película fue presentada por "Beijing Bona Film Group Compañy Limited", "Asia Pacific China (Beijing) Film Co., Ltd.", "Columbia Pictures Film Production Asia Limited", "Alibaba Pictures (Beijing) Co., Ltd." y "Huaxia Film Distribution Co., Ltd.", en asociación con "Bona Film Group Company Limited", "Wanda Media Co., Ltd.", "Shanghai Foyeh Pictures", "JiangSu OMNIJOI Movie Co., Ltd.", "Shanghai Bona Culture and Media Company Limited" y "Bona Entertainment Company Limited".

### Recepción
Antes de su estreno la película recibió una calificación alta de 9.6 de 10 en Maoyan, una base de datos de películas y platarforma de ventas de entradas en China.
La película es considerada como parte de una trilogía de películas conocidas como el "orgullo de China" junto a The Captain y Mao Zedong 1949.

### Taquilla
En su primer día en la taquilla la película cosechó 114 millones de yuanes ($ 16.52 millones). Junto con la película "Nezha", fue la primera vez desde el Festival de Primavera de 2019, que dos películas superan los 100 millones de yuanes en la taquilla en el mismo día. Un día después se anunció que la película había vendido más de 200 millones de boletos desde su estreno.

### Estreno internacional
| País              | Título   | Fecha de Estreno    |
| ----------------- | -------- | ------------------- |
| China continental | 烈火英雄 | 1 de agosto de 2019 |
| Estados Unidos    | -        | 9 de agosto de 2019 |